# Lijst van voetbalinterlands Botswana - Togo (vrouwen)
Deze lijst van voetbalinterlands is een overzicht van alle officiële voetbalinterlands tussen de nationale vrouwenteams van Botswana en Togo. De landen hebben tot nu toe één keer tegen elkaar gespeeld. 

## Wedstrijden
| № | Plaats    | Datum        | Competitie        | Wedstrijd       | Uitslag |
| - | --------- | ------------ | ----------------- | --------------- | ------- |
| 1 | Marrakesh | 29 juni 2022 | Vriendschappelijk | Botswana − Togo | 1 − 1   |

## Samenvatting
| Competitie        | Totaal gespeeld | Winst Botswana | Gelijk | Winst Togo | Doelsaldo Botswana – Togo |
| ----------------- | --------------- | -------------- | ------ | ---------- | ------------------------- |
| Vriendschappelijk | 1               | 0              | 1      | 0          | 1 − 1                     |
| Totaal            | 1               | 0              | 1      | 0          | 1 − 1                     |